# جايكوب سبونلي
جايكوب سبونلي (بالإنجليزية: Jacob Spoonley)‏ (3 مارس 1987 نيوزيلندا - ) هو لاعب كرة قدم نيوزلندي، يلعب كحارس مرمى.

## روابط خارجية
- جايكوب سبونلي على موقع الاتحاد الدولي (مؤرشف)  (الإنجليزية)
- جايكوب سبونلي على موقع قاعدة بيانات كرة القدم.إي يو (الإنجليزية)
- جايكوب سبونلي على موقع ناشيونال فوتبول تيمز (الإنجليزية)
- جايكوب سبونلي على موقع اللجنة الأولمبية الدولية (الإنجليزية)
- جايكوب سبونلي على موقع أوليمبيديا (الإنجليزية)
- جايكوب سبونلي على موقع اللجنة الأولمبية النيوزيلندية (الإنجليزية)
- جايكوب سبونلي على موقع AS.com (الإسبانية)